# Musica transalpina

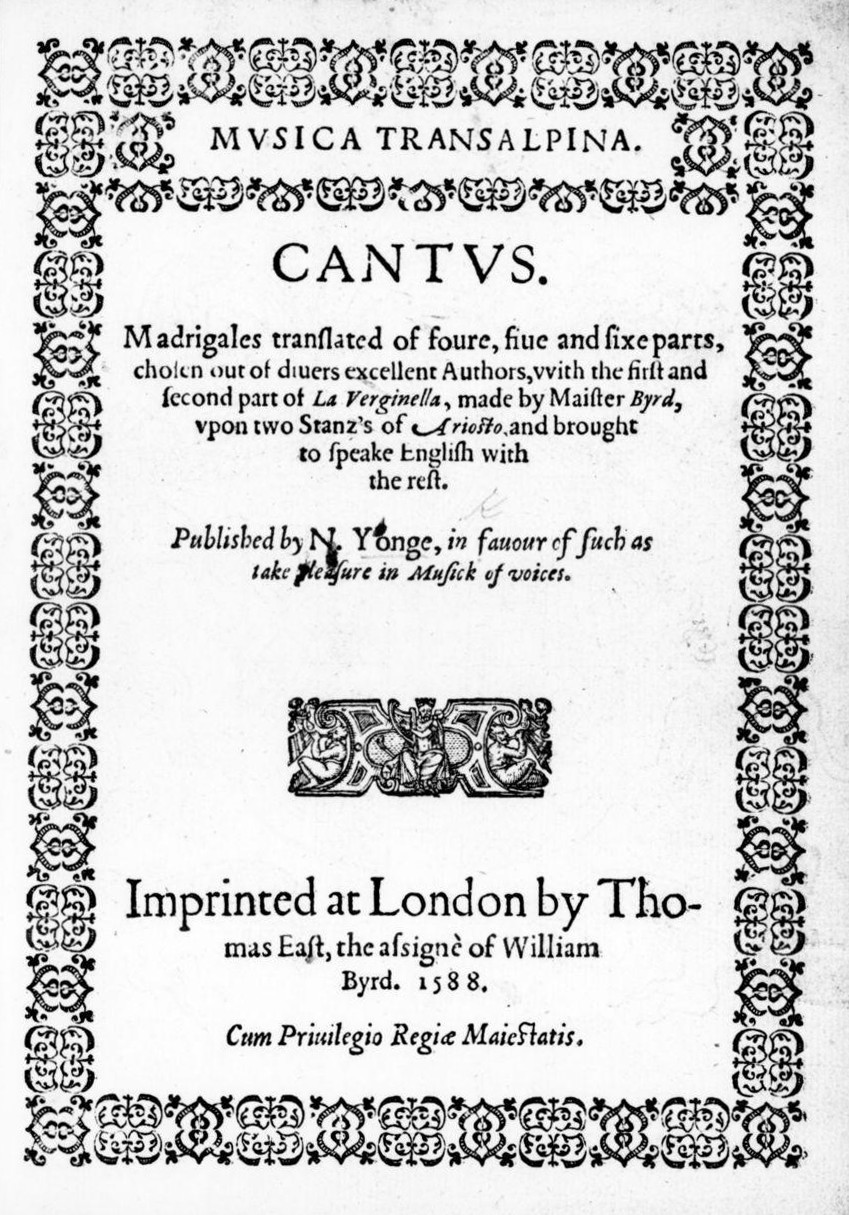
Titelseite von Musica transalpina (1588)

Musica transalpina („Musik jenseits der Alpen“) ist eine Sammlung von englischen Madrigalen, die 1588 von Thomas East in London veröffentlicht wurde.

## Titel
Ihr voller Titel lautet: „Musica transalpina. Madrigals translated of foure, five and sixe parts, chosen out of divers excellent Authors, with the first and second part of La Verginella, made by Maister Byrd, upon two Stanz's of Ariosto, and brought to speake English with the rest; imprinted at London by Thomas East, the assignè of William Byrd, 1588. Published by N. Yonge, in favour of such, as take pleasure in Musik of voices.“ (etwa: Musica transalpina: Übersetzte Madrigale zu vier, fünf und sechs Stimmen, ausgewählt aus verschiedenen ausgezeichneten Autoren, mit dem ersten und zweiten Teil von 'La Verginella', geschrieben von Meister Byrd auf zwei Stanzen von Ariosto, und mit dem Rest ins Englische gebracht; gedruckt in London von Thomas East, dem Bevollmächtigten von William Byrd, 1588 / veröffentlicht von N. Yonge, für solche, die Freude an Vokalmusik haben.).

## Sammlung
Die Madrigale hatten die Alpen überquert (daher der Name), in dem Sinne, dass die Madrigalform von den Italienern entlehnt wurde und die Stücke hauptsächlich von Italienern stammten (obwohl die Texte ins Englische übertragen wurden). Die Bedeutung dieser Sammlung liegt darin, dass sie den Beginn des Goldenen Zeitalters der englischen Madrigalschule ist. Alfred Einstein zufolge scheint das Erscheinen dieses Druckwerks „wie der Einbruch eines Dammes gewirkt zu haben“.
Musica transalpina enthält 57 einzelne Stücke von 18 Komponisten, wobei Alfonso Ferrabosco der Ältere die meisten und Luca Marenzio die zweitmeisten Stücke komponiert hat. Ferrabosco hatte in den 1560er und 1570er Jahren in England gelebt, was die große Anzahl seiner Kompositionen in dem Buch erklären könnte; in Italien war er relativ unbekannt.
Die Sammlung erschien mit einer Widmung an Lord Gilbert Talbot. Sie wurde von Nicholas Yonge (1560–1619) herausgegeben und von Thomas East gedruckt. Mehrere ähnliche Anthologien folgten unmittelbar nach dem Erfolg der ersten. So veröffentlichte East 1590 The First Set of Italian Madrigals Englished; die Kompositionen (die hauptsächlich von Marenzio stammten) wurden von dem Dichter Thomas Watson mit englischen Texten versehen. Yonge selbst veröffentlichte 1597 eine zweite Musica transalpina, in der Hoffnung, den Erfolg der ersten Sammlung zu wiederholen.

## Enthaltene Werke
Die Titel der 57 Madrigale lauten:

### Für 4 Stimmen
- 1. These that be certain signs (Noë Faignient)
- 2. The fair Diana (Giovanni de Macque)
- 3. Joy so delights my heart (Giovanni Pierluigi da Palestrina)
- 4. False Love now shoot (Giovanni Pierluigi da Palestrina)
- 5. O grief, if yet my grief (Baldassare Donato)
- 6. As in the night (Baldassare Donato)
- 7. In vain he seeks for beauty (Philippe de Monte)
- 8. What meaneth Love to nest him (Giovanni Pierluigi da Palestrina)
- 9. Sweet Love when hope (Giovanni Pierluigi da Palestrina)
- 10. Lady that hand (Marc'Antonio da Pordenon)
- 11. Who will ascend (Giaches de Wert)
- 12. Lady your look so gentle (Cornelis Verdonck)

### Für 5 Stimmen
- 13–14. From what part of the heaven - In vain he seeks (Philippe de Monte)
- 15. In every place (Anonymous)
- 16–18. Thyrsis to die desired - Thyrsis that heat refrained - Thus these two lovers (Luca Marenzio)
- 19. Susanna fair (Orlando di Lasso)
- 20. Susanna fair whom lying lips (Alfonso Ferrabosco I)
- 21. When shall I cease (Noë Faignient)
- 22. I must depart (Luca Marenzio)
- 23. I saw my lady weeping (Alfonso Ferrabosco I)
- 24. Like as from heaven (Alfonso Ferrabosco I)
- 25. So gracious is thy sweet self (Giovanni Ferretti)
- 26. Cruel unkind (Giovanni Ferretti)
- 27. What doth my pretty dearling (Luca Marenzio)
- 28–29. Sleep mine only jewel - Thou bringst her home (Stefano Felis)
- 30. Sound out my voice (Giovanni Pierluigi da Palestrina)
- 31. Liquid and watery pearls (Luca Marenzio)
- 32. The nightingale (Orlando di Lasso)
- 33. Within a greenwood (Giovanni Ferretti)
- 34. Sometime when hope relieved me (Rinaldo del Mel)
- 35. Rubies and pearls (Alfonso Ferrabosco I)
- 36. O sweet kiss, full of comfort (Alfonso Ferrabosco I)
- 37. Sometime my hope (Alfonso Ferrabosco I)
- 38. Lady that hand of plenty (Lelio Bertani)
- 39. My heart alas (Girolamo Conversi)
- 40. Lady, if you so spite me (Alfonso Ferrabosco I)
- 41. When I would thee embrace (Giovanni Battista Pinello di Ghirardi)
- 42. Thirsis enjoyed the graces (Alfonso Ferrabosco I) (auch als Thirsis to Cloris pleaded)
- 43. The nightingale so pleasant and so gay (Alfonso Ferrabosco I)
- 44–45. The fair young virgin - But not so soon (William Byrd)

### Für 6 Stimmen
- 46. I will go die for pure love (Luca Marenzio)
- 47. These that be certain signs (Alfonso Ferrabosco I)
- 48. So far from my delight (Alfonso Ferrabosco I)
- 49. She only doth not feel it (Alfonso Ferrabosco I)
- 50. Lo here my heart (Anonymous)
- 51. Now must I part (Luca Marenzio)
- 52. Zephirus brings the time (Girolamo Conversi)
- 53. But with me wretch (Girolamo Conversi)
- 54. I was full near my fall (Alfonso Ferrabosco I)
- 55. But as the bird (Alfonso Ferrabosco I)
- 56. I sung sometime (Luca Marenzio)
- 57. Because my love (Luca Marenzio)